# Robinson (Texas)
Robinson es una ciudad ubicada en el condado de McLennan en el estado estadounidense de Texas. En el Censo de 2010 tenía una población de 10509 habitantes y una densidad poblacional de 128,43 personas por km².

## Geografía
Robinson se encuentra ubicada en las coordenadas 31°27′5″N 97°7′22″O / 31.45139, -97.12278. Según la Oficina del Censo de los Estados Unidos, Robinson tiene una superficie total de 81.83 km², de la cual 80.91 km² corresponden a tierra firme y (1.12%) 0.92 km² es agua.

## Demografía
Según el censo de 2010, había 10509 personas residiendo en Robinson. La densidad de población era de 128,43 hab./km². De los 10509 habitantes, Robinson estaba compuesto por el 88.01% blancos, el 3.78% eran afroamericanos, el 0.58% eran amerindios, el 0.51% eran asiáticos, el 0.02% eran isleños del Pacífico, el 5.11% eran de otras razas y el 1.99% pertenecían a dos o más razas. Del total de la población el 14.04% eran hispanos o latinos de cualquier raza.